# 賴丹-利普嫩西基
51°4′22″N 25°58′45″E / 51.07278°N 25.97917°E
邁丹-利普嫩斯基（烏克蘭語：Майдан-Липненський），是烏克蘭西北部的村落，隸屬沃倫州的盧茨克區。該村面積0.48平方公里，海拔高度175米，2001年人口335，人口密度每平方公里697.92人。